# Politiets sikkerhetstjeneste
Der Politiets sikkerhetstjeneste, PST (Sicherheitsdienst der Polizei) ist der Inlandsnachrichtendienst Norwegens.
In seiner Struktur ist er vergleichbar mit dem britischen MI5 (Security Service). Der Dienst war lange als POT (Politiets overvåkningstjeneste oder Police Surveillance Agency) bekannt; das norwegische Parlament änderte aber am 2. Juni 2001 den Namen in den heutigen Politiets sikkerhetstjeneste.

## Geschichte
Der Dienst wurde 1936 oder 1937 gegründet. Er war zunächst für die innere Sicherheit Norwegens zuständig. Bekannt sind heute die Abteilungen für Spionageabwehr, Terrorismusbekämpfung, organisiertes Verbrechen, Extremismus, Ermittlungsabteilung, Technischer Dienst, Analyse und Ausländer-Überwachung. Der Dienst ist auch für den Personenschutz aller potenziell gefährdeten Politiker inner- und außerhalb Norwegens zuständig. Die Königliche Familie hat einen eigenen Sicherheitsdienst.
PST ist nicht Teil des Nationalen Polizeidirektorats (Politidirektoratet, POD), sondern untersteht direkt dem Ministerium für Justiz und Bereitschaft. Nachdem der Dienst während des Kalten Krieges illegale Methoden einsetzte, wird er nun durch eine Kommission des Norwegischen Parlaments überwacht.

## Direktoren
Liste aller bisherigen Direktoren des Politiets sikkerhetstjeneste.
- 1957–1966: Asbjørn Bryhn
- 1967–1982: Gunnar Haarstad
- 1982–1990: Jostein Erstad
- 1990–1991: Svein Urdal
- 1991–1993: Jan Grøndahl
- 1993–1996: Hans Olav Østgaard
- 1996–1997: Ellen Holager Andenæs
- 1997–2003: Per Sefland
- 2003–2004: Arnstein Øverkil
- 2004–2009: Jørn Holme
- 2009: Roger Berg
- 2009–2012: Janne Kristiansen
- 2012: Roger Berg
- 2012–2019: Marie Benedicte Bjørnland
- seit 2019: Hans Sverre Sjøvold